# Мечникови (герб)
Мечникови– шляхетський герб українського шляхетського роду молдавського походження. Герб Мечникових внесений до Дев'ятої частини Збірника дипломних гербів Російського дворянства, не внесених до Єдиного Гербовника, стор. 61.

## Опис герба
Опис з використанням принципів блазонування:
У червоному полі золота бичача голова з срібними рогами і чорними очима. Над правим рогом в правому верхньому куті срібна п'ятипроменева зірка, над лівим рогом в лівому верхньому кутку срібний півмісяць рогами вправо. Над щитом шляхетський коронований шолом. 
Клейнод: витягнута вгору рука в золотих латах тримає срібний меч. 
Намет: справа червлений з золотом, зліва червлений з сріблом.

## Символіка
Герб на щиті походить від історичного герба Молдавського князівства, з якого походять предки Мечникових. рука в клейноді натякає на прізвище. Прізвище «Мечников» - це калька молдавського Спетару, або «spadă are», «має меч», «мечник».

## Гербовий рід
Оскільки герб є власним, право на користування ним належить тільки одному роду - Мечниковим.